# Grammy Awards 1981
Die 23. Veranstaltung der Grammy-Verleihung fand am 25. Februar 1981 statt.
Die Grammy Awards 1981 wurden in 59 Kategorien vergeben, 18 verschiedene Bereiche wurden ausgezeichnet.
Zum ersten Mal in der Geschichte der Grammys erhielt ein einziger Künstler, Christopher Cross, alle vier Auszeichnungen in den Hauptkategorien.

## Hauptkategorien
Single des Jahres (Record of the Year):
- Sailing von Christopher Cross

Album des Jahres (Album of the Year):
- Christopher Cross von Christopher Cross

Song des Jahres (Song of the Year):
- Sailing von Christopher Cross

Bester neuer Künstler (Best New Artist):
- Christopher Cross

## Pop
Beste weibliche Gesangsdarbietung – Pop (Best Pop Vocal Performance, Female):
- The Rose von Bette Midler

Beste männliche Gesangsdarbietung – Pop (Best Pop Vocal Performance, Male):
- This Is It von Kenny Loggins

Beste Darbietung eines Duos oder einer Gruppe mit Gesang – Pop (Best Pop Performance By A Duo Or Group With Vocals):
- Guilty von Barbra Streisand & Barry Gibb

Beste Instrumentaldarbietung – Pop (Best Pop Instrumental Performance):
- One On One von Bob James & Earl Klugh

## Rock
Beste weibliche Gesangsdarbietung – Rock (Best Rock Vocal Performance, Female):
- Crimes Of Passion von Pat Benatar

Beste männliche Gesangsdarbietung – Rock (Best Rock Vocal Performance, Male):
- Glass Houses von Billy Joel

Beste Darbietung eines Duos oder einer Gruppe mit Gesang – Rock (Best Rock Performance By A Duo Or Group With Vocals):
- Against The Wind von Bob Seger & The Silver Bullet Band

Beste Darbietung eines Rockinstrumentals (Best Rock Instrumental Performance):
- Reggatta de blanc von The Police

## Rhythm & Blues
Beste weibliche Gesangsdarbietung – R&B (Best R&B Vocal Performance, Female):
- Never Knew Love Like This Before von Stephanie Mills

Beste männliche Gesangsdarbietung – R&B (Best R&B Vocal Performance, Male):
- Give Me The Night von George Benson

Beste Darbietung eines Duos oder einer Gruppe mit Gesang – Pop (Best R&B Performance By A Duo Or Group With Vocals):
- Shining Star von den Manhattans

Beste Instrumentaldarbietung – R&B (Best R&B Instrumental Performance):
- Off Broadway von George Benson

Bester R&B-Song (Best R&B Song):
- Never Knew Love Like This Before von Stephanie Mills (Autoren: James Mtume, Reggie Lucas)

## Country
Beste weibliche Gesangsdarbietung – Country (Best Country Vocal Performance, Female):
- Could I Have This Dance? von Anne Murray

Beste männliche Gesangsdarbietung – Country (Best Country Vocal Performance, Male):
- He Stopped Loving Her Today von George Jones

Beste Countrygesangsdarbietung eines Duos oder einer Gruppe (Best Country Vocal Performance By A Duo Or Group):
- That Lovin’ You Feelin’ Again von Emmylou Harris & Roy Orbison

Bestes Darbietung eines Countryinstrumentals (Best Country Instrumental Performance):
- Orange Blossom Special / Hoedown von Gilley’s Urban Cowboy Band

Bester Countrysong (Best Country Song):
- On the Road Again von Willie Nelson

## Jazz
Beste Jazz-Gesangsdarbietung, weiblich (Best Jazz Vocal Performance, Female):
- A Perfect Match – Ella And Basie von Ella Fitzgerald

Beste Jazz-Gesangsdarbietung, männlich (Best Jazz Vocal Performance, Male):
- Moody’s Mood von George Benson

Beste Jazz-Instrumentaldarbietung, Solist (Best Jazz Instrumental Performance, Soloist):
- I Will Say Goodbye von Bill Evans

Beste Jazz-Instrumentaldarbietung, Gruppe (Best Jazz Instrumental Performance, Group):
- We Will Meet Again von Bill Evans

Beste Jazz-Instrumentaldarbietung, Big Band (Best Jazz Instrumental Performance, Big Band):
- On The Road von Count Basie

Beste Jazz-Fusion-Darbietung, Gesang oder instrumental (Best Jazz Fusion Performance, Vocal Or Instrumental):
- Birdland von Manhattan Transfer

## Gospel
Beste traditionelle Gospel-Darbietung (Best Gospel Performance, Traditional):
- We Come To Worship von den Blackwood Brothers

Beste zeitgenössische oder Inspirational-Gospel-Darbietung (Best Gospel Performance, Contemporary Or Inspirational):
- The Lord’s Prayer von den Archers, Cynthia Clawson, Andrae Crouch, Tramaine Hawkins, Walter Hawkins, Dony McGuire, Reba Rambo und B. J. Thomas

Beste traditionelle Soul-Gospel-Darbietung (Best Soul Gospel Performance, Traditional):
- Lord, Let Me Be An Instrument von James Cleveland & die Charles Fold Singers

Beste zeitgenössische Soul-Gospel-Darbietung (Best Soul Gospel Performance, Contemporary):
- Rejoice von Shirley Caesar

Beste Inspirational-Darbietung (Best Inspirational Performance):
- With My Song I Will Praise Him von Debby Boone

## Latin
Beste Latin-Aufnahme (Best Latin Recording)
- La onda va bien von Cal Tjader

## Folk
Beste Ethnofolk- oder traditionelle Folk-Aufnahme (Best Ethnic Or Traditional Recording):
- Rare Blues von verschiedenen Interpreten (Produzent: Norman Dayron)

## Für Kinder
Beste Aufnahme für Kinder (Best Recording For Children):
- In Harmony – A Sesame Street Record von verschiedenen Interpreten (Produzenten: Lucy Simon, David Levine)

## Sprache
Beste Aufnahme von gesprochenem Text, Dokumentation oder Schauspiel (Best Spoken Word, Documentary or Drama Recording):
- Gertrude Stein, Gertrude Stein, Gertrude Stein von Pat Carroll

## Comedy
Beste Comedy-Aufnahme (Best Comedy Recording):
- No Respect von Rodney Dangerfield

## Musical Show
Bestes Cast-Show-Album (Best Cast Show Album):
- Evita – Premier American Recording von der Originalbesetzung mit Patti LuPone und Mandy Patinkin (Text: Tim Rice; Musik: Andrew Lloyd Webber)

## Komposition / Arrangement
Beste Instrumentalkomposition (Best Instrumental Composition):
- The Empire Strikes Back (Komponist: John Williams)

Bestes Album mit Originalmusik geschrieben für einen Film oder ein Fernsehspecial (Best Album Of Original Score Written For A Motion Picture Or A Television Special):
- The Empire Strikes Back (Komponist: John Williams)

Bestes Instrumentalarrangement (Best Instrumental Arrangement):
- Dinorah, Dinorah von George Benson (Arrangeure: Jerry Hey, Quincy Jones)

Bestes Arrangement mit Gesangsbegleitung (Best Arrangement Accompanying Vocals):
- Sailing von Christopher Cross (Arrangeure: Christopher Cross, Michael Omartian)

Bestes Gesangsarrangement (Best Arrangement For Voices):
- Birdland von Manhattan Transfer (Arrangeur: Janis Siegel)

## Packages und Album-Begleittexte
Bestes Album-Paket (Best Album Package):
- Against The Wind von Bob Seger & The Silver Bullet Band

Bester Album-Begleittext (Best Album Notes):
- Trilogy: Past, Present And Future von Frank Sinatra (Verfasser: David McClintick)

## Historische Aufnahmen
Bestes wiederveröffentlichtes historisches Album (Best Historical Reissue Album):
- Segovia – The EMI Recordings 1927-39 von Andrés Segovia (Produzent: Keith Hardwick)

## Produktion und Technik
Beste technische Aufnahme, ohne klassische Musik (Best Engineered Recording, Non-Classical):
- The Wall von Pink Floyd (Technik: James Guthrie)

Beste technische Klassikaufnahme (Best Engineered Recording, Classical):
- Alban Berg: Lulu (Gesamtaufnahme) vom Orchestre de l’Opéra de Paris unter Leitung von Pierre Boulez (Technik: Karl-August Naegler)

Produzent des Jahres (ohne Klassik) (Producer Of The Year, Non-Classical):
- Phil Ramone

Klassik-Produzent des Jahres (Classical Producer Of The Year):
- Robert Woods

## Klassische Musik
Bestes Klassik-Album (Best Classical Album):
- Berg: Lulu mit Toni Blankenheim, Franz Mazura, Yvonne Minton, Teresa Stratas und dem Orchestre de l’Opéra National de Paris unter Leitung von Pierre Boulez

Beste klassische Orchesteraufnahme (Best Classical Orchestral Recording):
- Bruckner: Symphonie Nr. 6 in A-Dur vom Chicago Symphony Orchestra unter Leitung von Georg Solti

Beste Opernaufnahme (Best Opera Recording):
- Berg: Lulu mit Toni Blankenheim, Franz Mazura, Yvonne Minton, Teresa Stratas und dem Orchestre de l’Opéra National de Paris unter Leitung von Pierre Boulez

Beste Chor-Darbietung, Klassik (Best Choral Performance, Classical):
- Mozart: Requiem vom Philharmonia Orchestra und Chor unter Leitung von Carlo Maria Giulini

Beste Soloinstrument-Darbietung mit Orchester (Best Classical Performance – Instrumental Soloist or Soloists with Orchestra):
- Brahms: Violin- und Cellokonzert in a-Moll von Itzhak Perlman, Mstislaw Rostropowitsch und dem Concertgebouw-Orchester unter Leitung von Bernard Haitink
- Berg: Violinkonzert / Strawinski: Violinkonzert in D-Dur von Itzhak Perlman und dem Boston Symphony Orchestra unter Leitung von Seiji Ozawa

Beste Soloinstrument-Darbietung ohne Orchester (Best Classical Performance – Instrumental Soloist or Soloists without Orchestra):
- The Spanish Album von Itzhak Perlman

Beste Kammermusik-Darbietung (Best Chamber Music Performance):
- Music For Two Violins (Moszkowski: Suite für zwei Violinen) / Schostakowitsch: Duette / Prokofjew: Sonate für zwei Violinen von Itzhak Perlman und Pinchas Zukerman

Beste klassische Solo-Gesangsdarbietung (Best Classical Vocal Soloist Performance):
- Prima Donna, Vol. 5 – Great Soprano Arias From Händel To Britten von Leontyne Price und dem Philharmonia Orchestra unter Leitung von Henry Lewis

## Special Merit Awards
Der Grammy Lifetime Achievement Award wurde 1981 nicht vergeben.
Trustees Award
- Count Basie
- Aaron Coplund